# Tjeckoslovakiens herrlandslag i ishockey
Tjeckoslovakiens herrlandslag i ishockey representerade det dåvarande Tjeckoslovakien i ishockey för herrar åren 1920-1992. Före Tjeckoslovakien blev självständigt 1918, fanns en föregångare i form av Böhmen, som också hade ishockeylandslag. Tjeckoslovakien blev tidigt ett av de starkare landslagen i Europa, och vann EM-guld 1922, den riktiga storhetstiden startade under 1970-talet med flera världsmästartitlar, oftast vunna i matcher mot Sovjetunionen i skuggan av det kalla kriget och händelser som Pragvåren och dess följder. När staten Tjeckoslovakien delades i Tjeckien och Slovakien den 1 januari 1993 delades även laget upp i Slovakiens herrlandslag i ishockey och Tjeckiens herrlandslag i ishockey. Tjeckien fick stanna i A-VM medan Slovakien fick börja om i C-gruppen.

## Historia
Det tjeckoslovakiska hockeylandslagets historia startar strax efter första världskriget som en naturlig fortsättning på det Böhmiska landslaget och deltar i olika turneringar under denna tid. Första matchen för det tjeckoslovakiska ishockeylandslaget spelades i anslutning till de Olympiska sommarspelen 1920 i Antwerpen, Belgien. Matchen spelades den 23 april 1920 och slutade med ett ordentligt nederlag mot Kanada, 0-15. Tjeckoslovakien erövrade dock sin första internationella medalj genom att slå Sverige i matchen om bronsmedaljerna med 1-0. Det första lagets spelare var Adolf Dušek, Karel Hartmann, Vilém Loos, Jan Palous, Jan Peka, Karel Pešek, Josef Šroubek och Otto Vindyš.
Sista matchen spelades den 10 maj 1992 i Prag vid VM 1992, och vanns med 5-2 mot Schweiz i bronsmatchen. Detta innebar lagets 15:e medalj av denna valör.
I övrigt hade laget hunnit erövra sex världsmästartitlar och tio silvermedaljer i VM-historien. 
Största vinsten för laget blev en vinst med 24 - 0 mot Jugoslavien vid VM 1939. Detta resultat upprepades mot Belgien som inkasserade en 24-0-förlust mot Tjeckoslovakien 1947.
Den största förlusten för laget inföll under OS 1924 i Chamonix, Frankrike, då laget förlorade mot Kanada med 0 - 30.
- Premiärmatch: 23 april 1920, Antwerpen:  Kanada –  Tjeckoslovakien  15–0
- Sista match: 19 december 1992, Moskva:  Tjeckoslovakien –  Schweiz 7–2
- Största vinster:
  - 3 februari 1939, Basel:  Tjeckoslovakien –  Jugoslavien 24–0
  - 21 februari 1947, Prag:  Tjeckoslovakien –  Belgien 24–0
  - 25 april 1951, Östberlin:  Tjeckoslovakien –  Östtyskland 27–3
  - 4 mars 1957, Moskva:  Tjeckoslovakien –  Japan 25-1
- Största förlust: 28 januari 1924,  Kanada –  Tjeckoslovakien  30–0

## Resultat

### Olympiska spel
Tjeckoslovakien deltog i sexton olympiska spel och vann fyra silvermedaljer och fyra bronsmedaljer.
| - 1920 (sommarspel) - Brons - 1924 - 6:e plats - 1928 - 7:e plats - 1932 - Deltog ej - 1936 - 4:e plats - 1948 - Silvermedalj - 1952 - 4:e plats - 1956 - 5:e plats - 1960 - 4:e plats | - 1964 - Bronsmedalj - 1968 - Silvermedalj - 1972 - Bronsmedalj - 1976 - Silvermedalj - 1980 - 5:e plats - 1984 - Silvermedalj - 1988 - 6:e plats - 1992 - Bronsmedalj |

### Europamästerskap
Första deltagandet i EM i ishockey för Tjeckoslovakiens del, skedde i och med EM-turneringen 1921 i Sverige. Mästerskapet genomfördes med endast två deltagande och slutade med Tjeckoslovakien som silvermedaljörer, efter stryk mot Sverige på Stockholms stadion.

#### Självständiga EM-turneringar
- 1921 -  Silvermedalj
- 1922 -  Guldmedalj
- 1923 -  Bronsmedalj
- 1924 - Deltog ej
- 1925 -  Guldmedalj
- 1926 -  Silvermedalj
- 1927 - 5:e plats
- 1929 -  Guldmedalj
- 1932 - 5:e plats

#### EM inom ramen av andra turneringar
Med start från 1930-talet avgjordes EM, med några få undantag, inom ramen av andra turneringar som VM i ishockey och OS.
| - 1930 - 5:e plats - 1931 - Bronsmedalj - 1933 - Guldmedalj - 1934 - Bronsmedalj - 1935 - Bronsmedalj - 1936 - Silvermedalj - 1937 - 5:e plats - 1938 - Silvermedalj - 1939 - Silvermedalj - 1947 - Guldmedalj - 1948 - Guldmedalj - 1949 - Guldmedalj - 1950 - Deltog ej - 1951 - Deltog ej - 1952 - Silvermedalj - 1953 - Diskvalificerade - 1954 - Bronsmedalj - 1955 - Silvermedalj - 1956 - Bronsmedalj - 1957 - Bronsmedalj - 1958 - Bronsmedalj - 1959 - Silvermedalj - 1960 - Silvermedalj - 1961 - Guldmedalj - 1962 - Deltog ej - 1963 - Bronsmedalj - 1964 - Bronsmedalj - 1965 - Silvermedalj | - 1966 - Silvermedalj - 1967 - Bronsmedalj - 1968 - Silvermedalj - 1969 - Bronsmedalj - 1970 - Bronsmedalj - 1971 - Guldmedalj - 1972 - Guldmedalj - 1973 - Bronsmedalj - 1974 - Silvermedalj - 1975 - Silvermedalj - 1976 - Guldmedalj - 1977 - Guldmedalj - 1978 - Silvermedalj - 1979 - Silvermedalj - 1981 - Bronsmedalj - 1982 - Silvermedalj - 1983 - Silvermedalj - 1985 - Silvermedalj - 1986 - 6:e plats - 1987 - Silvermedalj - 1989 - Silvermedalj - 1990 - Bronsmedalj - 1991 - 4:e plats |

### Världsmästerskap
Listan nedan presenterar slutplaceringen för det tjeckoslovakiska landslaget i olika VM-turneringar.
Tjeckoslovaken vann totalt sex guld-, 10 silver- och 15 bronsmedaljer. Från 1970-talet och framåt vann laget 19 medaljer på 21 tillfällen. 
Under världsmästerskapens historia så deltog Jiri Holik 14 gånger med 123 matcher. Vladimír Martinec är den främste tjeckoslovakiska målskytten med en totalpoäng på 110 (mål plus passningar) med Holik som god tvåa med 104 poäng.
| - 1930 - 6:e plats - 1931 - 5:e plats - 1933 - Bronsmedalj - 1934 - 5:e plats - 1935 - 4:e plats - 1937 - 6:e plats - 1938 - Bronsmedalj - 1939 - 4:e plats - 1947 - Guldmedalj - 1949 - Guldmedalj - 1950 - Deltog ej - 1951 - Deltog ej - 1953 - 4:e plats (Diskvalificerade) - 1954 - 4:e plats - 1955 - Bronsmedalj - 1957 - Bronsmedalj - 1958 - 4:e plats - 1959 - Bronsmedalj - 1961 - Silvermedalj - 1962 - Deltog ej - 1963 - Bronsmedalj - 1965 - Silvermedalj - 1966 - Silvermedalj | - 1967 - 4:e plats - 1969 - Bronsmedalj - 1970 - Bronsmedalj - 1971 - Silvermedalj - 1972 - Guldmedalj - 1973 - Bronsmedalj - 1974 - Silvermedalj - 1975 - Silvermedalj - 1976 - Guldmedalj - 1977 - Guldmedalj - 1978 - Silvermedalj - 1979 - Silvermedalj - 1981 - Bronsmedalj - 1982 - Silvermedalj - 1983 - Silvermedalj - 1985 - Guldmedalj - 1986 - 5:e plats - 1987 - Bronsmedalj - 1989 - Bronsmedalj - 1990 - Bronsmedalj - 1991 - 6:e plats - 1992 - Bronsmedalj |

### Canada Cup
Canada Cup spelades för första gången 1976 med målsättningen att samla de bästa ishockeyspelarna i världen. För att kunna samla så många spelare som möjligt avgjordes turneringen alltid i augusti-september, en period innan de flesta serierna startade.
- 1976 - Förlust mot Kanada i finalen i två matcher (0-6 och 4-5 eftr förlängning).
- 1981 - Förlust i semifinal mot Sovjetunionens herrlandslag i ishockey med 1 - 4.
- 1984 - Laget hamnade sist i gruppspelet.
- 1987 - Från en placering som fyra i gruppspelet avancerade Tjeckoslovakien fram till en semifinal och en förlust mot Kanada med 3 - 5.
- 1991 - Laget hamnade sist i gruppspelet.

## VM-statistik

### 1920-1992
| VM-Turneringar | Matcher | Segrar | Oavgjorda | Förluster | Gjorda mål | Insläppta mål | Poäng |
| -------------- | ------- | ------ | --------- | --------- | ---------- | ------------- | ----- |
| A-VM           | 405     | 254    | 37        | 114       | 1950       | 956           | 545   |
| B-VM           | 0       | 0      | 0         | 0         | 0          | 0             | 0     |
| C-VM           | 0       | 0      | 0         | 0         | 0          | 0             | 0     |
| D-VM           | 0       | 0      | 0         | 0         | 0          | 0             | 0     |

## Övriga meriter
- Vinnare av Channel One Cup 1971, 1975, 1978 och 1986.
- Vinnare av Spengler Cup 1976.
- Vinnare av Deutschland Cup 1988.

## Tränare och förbundskaptener
- 1946 - 1948 Mike Buckna (officiell coach)
- 1949 Antonín Vodicka
- 1950 - 1951 Josef Herman
- 1951 - 1952 Jirí Tožicka, Josef Herman
- 1952 - 1953 Josef Herman, Eduard Farda
- 1953 - 1956 Vladimír Bouzek
- 1956 - 1957 Vladimír Kostka, Bohumil Rejda
- 1957 - 1958 Bohumil Rejda
- 1958 - 1959 Vlastimil Sýkora
- 1959 - 1960 Eduard Farda, Ladislav Horský
- 1960 - 1962 Zdenek Andršt, Vladimír Kostka
- 1962 - 1964 Jirí Anton
- 1964 - 1966 Vladimír Bouzek, Vladimír Kostka
- 1966 - 1967 Jaroslav Pitner
- 1967 - 1973 Vladimír Kostka, Jaroslav Pitner
- 1973 - 1979 Karel Gut, Ján Starší
- 1979 - 1980 Karel Gut, Ludek Bukac, Stanislav Neveselý
- 1980 - 1985 Ludek Bukac, Stanislav Neveselý
- 1985 - 1988 Ján Starší, František Pospíšil
- 1988 - 1990 Pavel Wohl, Stanislav Neveselý
- 1990 - 1991 Stanislav Neveselý, Josef Horešovský
- 1991 - 1993 Ivan Hlinka, Jaroslav Walter

## Profiler
| - Jaroslav Drobný - Vladimír Dzurilla - Jozef Golonka - Dominik Hašek - Ivan Hlinka - Jiří Holeček | - Jiří Holík - Jiří Hrdina - Arnold Kadlec - Josef Malecek - Vladimír Martinec - Vaclav Nedomansky | - Jaroslav Pouzar - Vladimír Růžička - Marián Šťastný - Peter Šťastný - Zdeno Ciger - Jaromir Jagr |